# Demián González
Demián Javier González (21 de fevereiro de 1983) é um voleibolista profissional argentino.

## Carreira
Demián González é membro da seleção argentina de voleibol masculino. Em 2016, representou seu país nos Jogos Olímpicos de Verão no Rio de Janeiro, que ficou em quinto lugar.